# Camaçari
Camaçari är en stad och kommun i östra Brasilien och ligger i delstaten Bahia. Staden är belägen nära Atlantkusten och ingår i Salvadors storstadsområde. Befolkningen i hela kommunen uppgår till cirka 280 000 invånare varav ungefär två tredjedelar bor i centralorten.

## Administrativ indelning
Kommunen var år 2010 indelad i tre distrikt:
- Abrantes
- Camaçari
- Monte Gordo

Abrantes och Monte Gordo är belägna vid kusten, medan Camaçari ligger längre inåt landet.

## Befolkningsutveckling
| Område              | Areal (km²)   | Invånarantal 1 augusti 2000 | Invånarantal 1 augusti 2010 | Invånarantal 1 juli 2014 |
| ------------------- | ------------- | --------------------------- | --------------------------- | ------------------------ |
| Kommun              | 784,66        | 161 727                     | 242 970                     | 281 413                  |
| Urban befolkning    | Ingen uppgift | 154 402                     | 231 973                     | Ingen uppgift            |
| ...varav centralort | Ingen uppgift | 114 633                     | 161 181                     | Ingen uppgift            |